# Dirham
Dirham eller dirhem (درهم) er en valutaenhed i flere arabiske lande. Den bruges således som hovedenhed i Marokko og De Forenede Arabiske Emirater, mens den i Libyen, Qatar, Jordan og Tadsjikistan er en underenhed.
Historisk kommer betegnelsen dirham fra den græske mønt drakmen, som cirkulerede i det mellemøstlige område før Islams opståen i området og gav anledning til, at der opstod en arabisk betegnelse for disse sølvmønter. I slutningen af 600-tallet blev dirham en islamisk mønt, hvor Shahadah oftest blev gengivet på mønten.
De islamiske dirhams fandt i stort omfang vej til Skandinavien i vikingetiden, hvor de i dag jævnligt dukker op som arkæologiske fund, ofte i forbindelse med amatørers brug af metaldetektorer. I Danmark er der således fundet over 7.000 dirhams. De omtales ofte som kufiske mønter på grund af den anvendte skrift, der stammer fra byen Kufa.